# Monible
Monible es una comuna suiza del cantón de Berna, situada en el distrito administrativo del Jura bernés. Limita al norte con las comunas de Rebévelier y Undervelier (JU), al este con Sornetan, y al sur y al oeste con Châtelat. 
Hasta el 31 de diciembre de 2009 situada en el distrito de Moutier.

## Historia
De 1797 a 1815, Monible perteneció a Francia, la comuna hacía parte del departamento de Monte Terrible, y a partir de 1800, al departamento del Alto Rin, al cual el departamento de Monte Terrible fue anexado. En 1815, luego del Congreso de Viena, el territorio del antiguo Obispado de Basilea fue atribuido al cantón de Berna.
Actualmente la comuna se encuentra situada en el distrito de Moutier, uno de los tres distritos francófonos del cantón de Berna, que forman la región del Jura bernés.